# چانس سیسکو
چانس سیسکو (انگلیسی: Chance Sisco؛ زادهٔ ۲۴ فوریهٔ ۱۹۹۵) بازیکن بیس‌بال اهل ایالات متحده آمریکا است.